# 長尾駅 (大阪府)

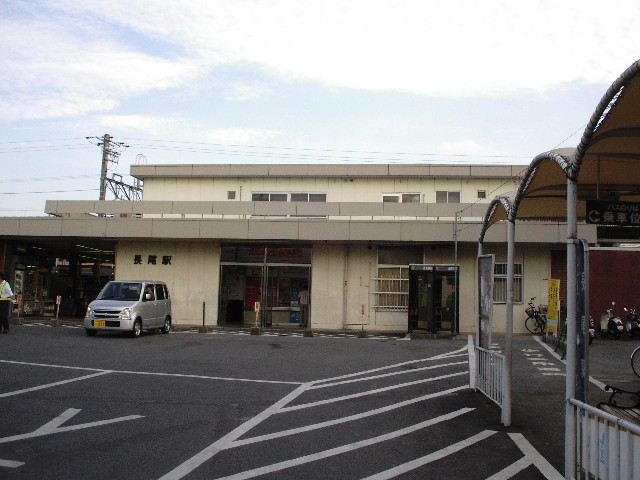
旧駅舎（2006年8月）

長尾駅（ながおえき）は、大阪府枚方市長尾元町五丁目にある、西日本旅客鉄道（JR西日本）片町線（学研都市線）の駅である。駅番号はJR-H27。

## 概要
大阪府最東端に位置する駅で、これより東へ1kmほど進むと京都府となる。
1989年（平成元年）3月11日に当駅と木津駅間が電化される前は、この駅を境に電化区間と非電化区間に分かれており、当駅から木津方面へは、キハ35系などの気動車が運用されていた。運賃制度においては、電化後も2025年3月までは当駅が電車特定区間の終端となっていた。

## 歴史
開業当初は相対式2面2線で駅舎は上りホーム側にあり、下りホームへはホーム中央の構内踏切を渡る構造になっていたことから、列車停車中は通行できず不便であった。1950年（昭和25年）にこの駅まで電化されたときに構内踏切をホームの東端に移し、上りホームを折り返し電車に、下りホームを折り返し気動車に使うようになった。
1979年（昭和54年）に当駅と四条畷駅間が複線化され、駅舎・ホームの改築が行われた。なお、その当時は現在使用されているホームは片町方面専用で、駅本屋側に木津方面の短いホームが別にあり、これが1番線だったが、1989年（平成元年）の全線電化時にこの1番線の使用が停止され、2016年（平成28年）に現在の姿となった。橋上駅舎への改築までの旧駅舎では、当時の1番線ホームへの階段があった部分は壁で塞がれたものの、壁から階段の手すりが一部飛び出していた。
1997年（平成9年）8月31日までは始発・最終は当駅発着で、2006年（平成18年）3月17日までは当駅止まりの列車があった。また、2010年（平成22年）3月12日までは松井山手駅発着で当駅との間の回送運用があり、この列車は1番のりばの西側にあった留置線で夜間滞泊していた。なお、2010年（平成22年）10月に留置線は撤去された。
2011年（平成23年）6月から橋上駅舎化と枚方市の駅前広場整備事業が開始された。現在の橋上駅舎は2013年（平成25年）2月10日に供用が開始された。また、エレベーター、エスカレーターも設置され、バリアフリー化される。西側の駅前広場は拡張されて、従来の3倍の3,000平方メートルとなる。東側には線路に沿って自転車・歩行者道が新設される。なお、東側にも駅前広場の設置計画があるが、現時点では整備時期は未定である。

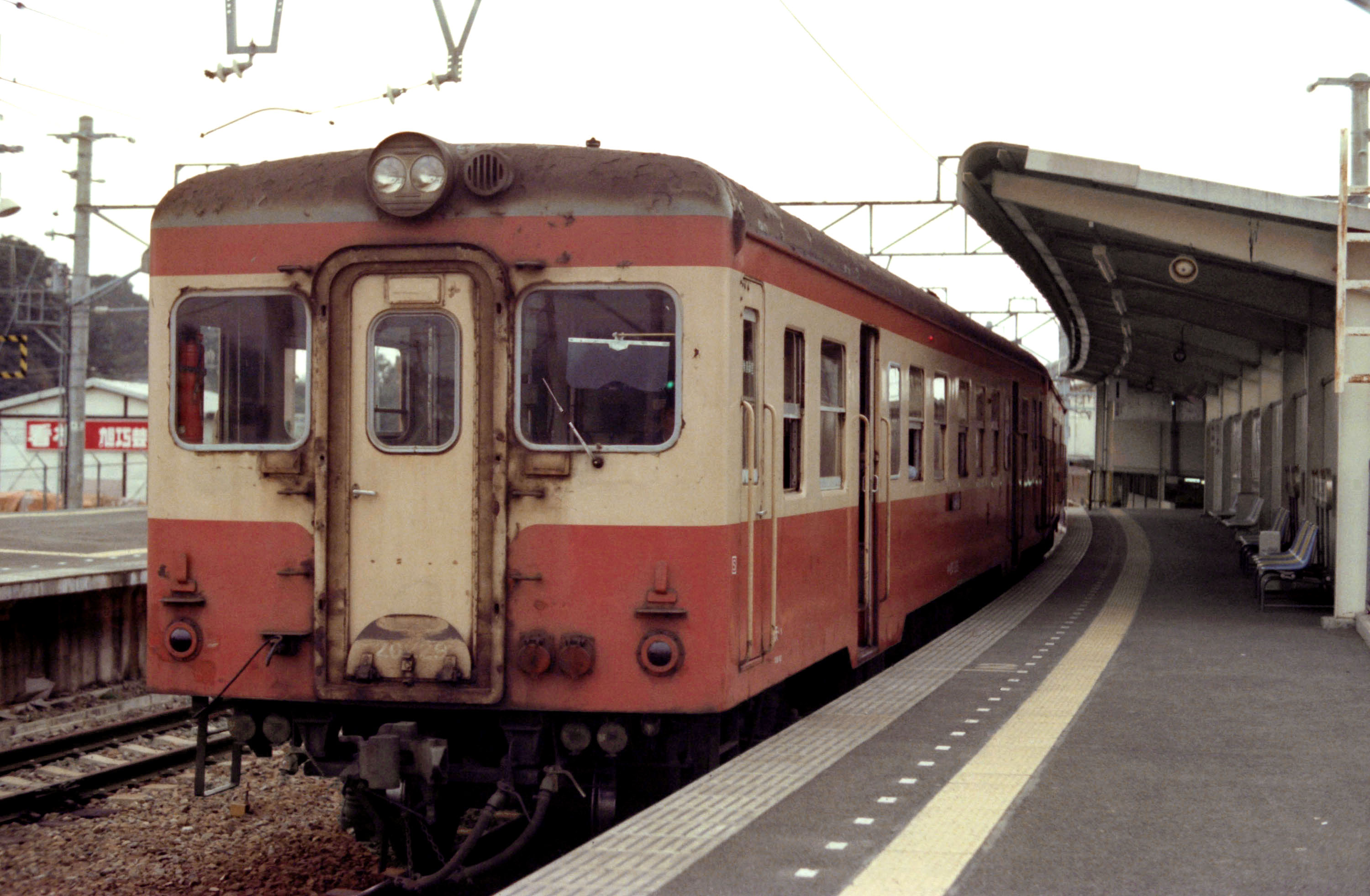
当駅より木津駅側が非電化だった頃に運行していた気動車（1980年）
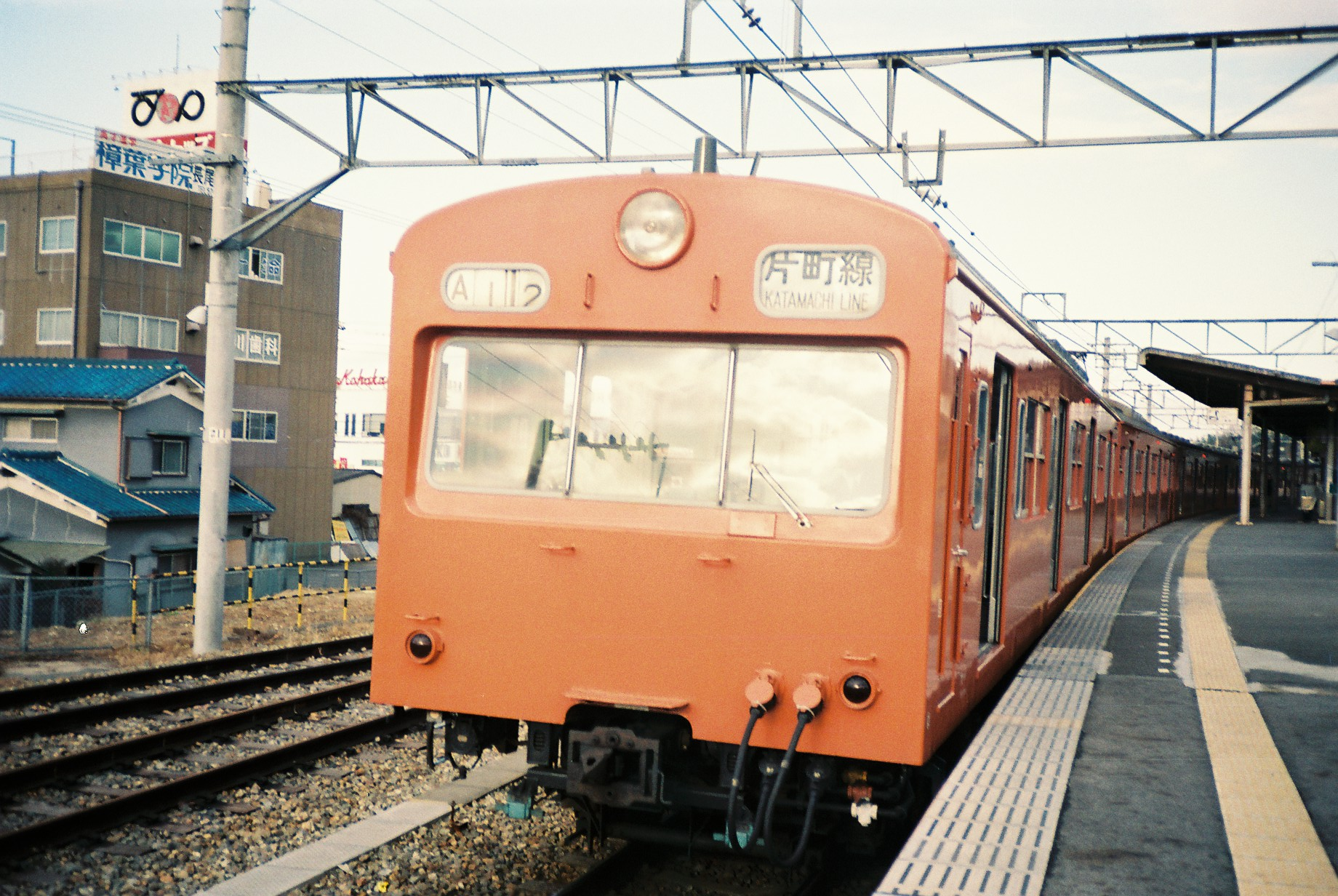
当駅より京橋側へ運行していた電車（1986年12月）

### 年表
- 1898年（明治31年）
  - 4月12日：関西鉄道が四条畷駅から延伸し、その終着として開業する[1]。
  - 6月4日：関西鉄道が新木津駅（廃止済）まで延伸し、途中駅となる。
- 1907年（明治40年）10月1日：国有化され、官営鉄道の駅になる[1]。
- 1909年（明治42年）10月12日：線路名称が制定され、桜ノ宮線の所属となる。
- 1913年（大正2年）11月15日：線路名称が改定され、桜ノ宮線が片町線に編入されたことに伴い当駅もその所属となる。
- 1950年（昭和25年）12月25日：長尾駅 - 四条畷駅間の電化により、当駅に電車が発着するようになる。
- 1960年（昭和35年）3月20日：貨物の取り扱いを廃止[1]。
- 1970年（昭和45年）10月1日：荷物扱い廃止[1]。
- 1979年（昭和54年）10月1日：四条畷駅 - 当駅間が複線化。また自動改札機が設置される（片町駅から当駅までの片町線が、西日本地区の国鉄で最初の設置であった）。
- 1981年（昭和56年）：鉄筋コンクリートの旧駅舎が竣工。
- 1987年（昭和62年）4月1日：国鉄分割民営化により、西日本旅客鉄道（JR西日本）の駅となる[1]。
- 1988年（昭和63年）3月13日：路線愛称の制定により、「学研都市線」の愛称を使用開始。
- 1989年（平成元年）3月11日：当駅 - 木津駅間が電化[2]。気動車ホームが廃止される。
- 1997年（平成9年）3月8日：Jスルーを導入[5]。
- 2003年（平成15年）11月1日：ICカード「ICOCA」の利用が可能となる。
- 2011年（平成23年）3月8日：JR宝塚・JR東西・学研都市線運行管理システム導入。接近メロディ導入。
- 2013年（平成25年）2月10日：橋上駅舎に改築。エレベーター・エスカレーター・多目的トイレが使用を開始する。
- 2018年（平成30年）3月17日：駅ナンバリングが導入され、使用を開始。

## 駅構造
島式ホーム1面2線を持つ地上駅で、駅舎とは地下通路で結ばれていたが、2013年2月10日に木津寄りに新たに建設された橋上駅舎の使用が開始され、従来の駅舎は閉鎖、のち撤去された。なお、橋上駅舎の通路の一部は、これに先立ち、2012年8月4日以降の平日の朝夕ラッシュ時に限り出口専用の仮通路として使用されていた。
1番のりばは京橋方面・木津方面への折り返し、2番のりばは京橋方面への折り返しが可能。木津方面への折り返しは、異常時のダイヤ乱れ発生時に行われる。
2013年に使用が開始された橋上駅舎は、延べ床面積1,080平方メートルで、茶系の外観に木目調の天井を備え、周囲の自然を表現している。アルミ製の側壁に穴を設けて自然光を取り入れる構造となっており、また照明により模様が浮かび上がるようになっている。
四条畷駅が管轄する直営駅。なお、ICOCA利用可能駅であり、ICOCAの相互利用対象カードも利用可能。

### のりば
| のりば | 路線       | 方向 | 行先               | 備考          |
| ------ | ---------- | ---- | ------------------ | ------------- |
| 1      | 学研都市線 | 上り | 同志社前・木津方面 |               |
| 2      | 学研都市線 | 下り | 四条畷・京橋方面   | 一部1番のりば |

- 上表の路線名は旅客案内上の名称（愛称）で表記している。

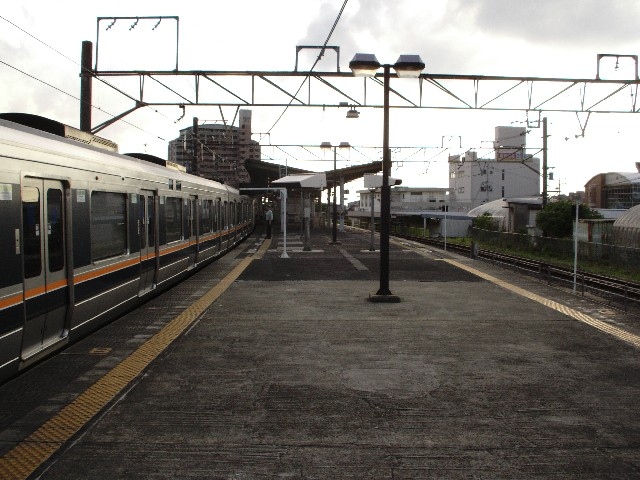
ホーム（2006年8月）

## ダイヤ
日中時間帯は区間快速が1時間に4本停車する。朝夕は快速・普通電車が運行され、本数が多くなる。平日午前中は当駅折り返しが設定されている。
快速は当駅から同志社前・木津方面は各駅停車となる。2011年3月12日の改正で、午前中の一部の列車が当駅折り返しに変更された。そして2012年3月17日からは、日中にも当駅折り返しが設定された。2015年3月14日の改正で、日中時間帯は区間快速のみとなり、この時間帯の普通電車は四条畷駅折り返しに見直された。
毎日午前5時台に1本だけ当駅始発の下り（京橋方面行き）列車がある。この列車は当駅2番のりばで夜間滞泊しているため、この列車の発車時刻より前の松井山手発の一番列車は本来上りホームである1番のりばから発車している。列車の留置の関係で、夜間の一部の京橋方面列車も1番のりばから発車する。
1987年4月1日時点では、当駅到着の終電は当日中、1988年3月13日に、終電が繰り下げ、学研都市線の全線電化後も1997年8月31日までは、終電は当駅止まりで、2006年3月17日まで当駅止まりが夜に設定されていた。

## 利用状況
2023年（令和5年）度の一日平均乗車人員は10,079人である。学研都市線の区間快速の各駅停車区間では最も多い一方、快速通過駅の鴻池新田駅・鴫野駅よりは少ない。
各年度の1日の平均乗車人員は以下の通りである。
| 年度               | 1日平均 乗車人員 | うち定期 | 定期率 | 出典          | 出典          |
| 年度               | 1日平均 乗車人員 | うち定期 | 定期率 | 大阪府        | 枚方市        |
| ------------------ | ---------------- | -------- | ------ | ------------- | ------------- |
| 1988年（昭和63年） | 5,885            | 4,650    | 79.0%  | [ 大阪府 1 ]  |               |
| 1989年（平成元年） | 6,612            | 5,160    | 78.3%  | [ 大阪府 1 ]  |               |
| 1990年（平成02年） | 7,234            | 5,684    | 78.6%  | [ 大阪府 2 ]  |               |
| 1991年（平成03年） | 7,855            | 6,167    | 78.5%  | [ 大阪府 3 ]  |               |
| 1992年（平成04年） | 8,483            | 6,718    | 79.2%  | [ 大阪府 4 ]  |               |
| 1993年（平成05年） | 8,952            | 7,079    | 79.1%  | [ 大阪府 5 ]  |               |
| 1994年（平成06年） | 9,342            | 7,364    | 78.8%  | [ 大阪府 6 ]  |               |
| 1995年（平成07年） | 9,727            | 7,600    | 78.1%  | [ 大阪府 7 ]  |               |
| 1996年（平成08年） | 10,384           | 8,096    | 80.0%  | [ 大阪府 8 ]  |               |
| 1997年（平成09年） | 11,930           | 9,292    | 77.9%  | [ 大阪府 9 ]  |               |
| 1998年（平成10年） | 12,572           | 9,858    | 78.4%  | [ 大阪府 10 ] |               |
| 1999年（平成11年） | 12,968           | 10,213   | 78.6%  | [ 大阪府 11 ] |               |
| 2000年（平成12年） | 13,380           | 10,591   | 79.2%  | [ 大阪府 12 ] |               |
| 2001年（平成13年） | 13,828           | 10,924   | 79.0%  | [ 大阪府 13 ] | [ 枚方市 1 ]  |
| 2002年（平成14年） | 13,997           | 11,123   | 79.5%  | [ 大阪府 14 ] | [ 枚方市 1 ]  |
| 2003年（平成15年） | 14,185           | 11,315   | 79.8%  | [ 大阪府 15 ] | [ 枚方市 1 ]  |
| 2004年（平成16年） | 14,254           | 11,487   | 80.6%  | [ 大阪府 16 ] | [ 枚方市 1 ]  |
| 2005年（平成17年） | 14,206           | 11,470   | 80.7%  | [ 大阪府 17 ] | [ 枚方市 1 ]  |
| 2006年（平成18年） | 14,201           | 11,421   | 80.4%  | [ 大阪府 18 ] | [ 枚方市 1 ]  |
| 2007年（平成19年） | 14,011           | 11,257   | 80.3%  | [ 大阪府 19 ] | [ 枚方市 2 ]  |
| 2008年（平成20年） | 13,754           | 11,047   | 82.9%  | [ 大阪府 20 ] | [ 枚方市 3 ]  |
| 2009年（平成21年） | 13,232           | 10,659   | 80.6%  | [ 大阪府 21 ] | [ 枚方市 4 ]  |
| 2010年（平成22年） | 12,904           | 10,457   | 81.0%  | [ 大阪府 22 ] | [ 枚方市 5 ]  |
| 2011年（平成23年） | 12,683           | 10,246   | 80.8%  | [ 大阪府 23 ] | [ 枚方市 6 ]  |
| 2012年（平成24年） | 12,421           | 9,950    | 80.1%  | [ 大阪府 24 ] | [ 枚方市 7 ]  |
| 2013年（平成25年） | 12,509           | 9,977    | 79.8%  | [ 大阪府 25 ] | [ 枚方市 8 ]  |
| 2014年（平成26年） | 11,920           | 9,474    | 79.5%  | [ 大阪府 26 ] | [ 枚方市 9 ]  |
| 2015年（平成27年） | 11,951           | 9,478    | 79.3%  | [ 大阪府 27 ] | [ 枚方市 10 ] |
| 2016年（平成28年） | 11,807           | 9,375    | 79.4%  | [ 大阪府 28 ] | [ 枚方市 11 ] |
| 2017年（平成29年） | 11,738           | 9,333    | 79.5%  | [ 大阪府 29 ] | [ 枚方市 12 ] |
| 2018年（平成30年） | 11,547           | 9,136    | 79.1%  | [ 大阪府 30 ] | [ 枚方市 13 ] |
| 2019年（令和元年） | 11,444           | 9,044    | 79.0%  | [ 大阪府 31 ] | [ 枚方市 14 ] |
| 2020年（令和02年） | 8,979            | 7,250    | 80.7%  | [ 大阪府 32 ] | [ 枚方市 15 ] |
| 2021年（令和03年） | 9,407            | 7,519    | 79.9%  | [ 大阪府 33 ] | [ 枚方市 16 ] |
| 2022年（令和04年） | 10,046           | 7,877    | 78.4%  | [ 大阪府 34 ] | [ 枚方市 17 ] |
| 2023年（令和05年） | 10,079           | 7,798    | 77.4%  | [ 大阪府 35 ] |               |

## 駅周辺
- 伝王仁墓
- 正俊寺
- 菅原神社
- 長尾霊苑
- 船橋川（八田川）
- 大池
- 大阪工業大学 枚方キャンパス
- 大阪府立長尾高等学校
- 長尾谷高等学校
- 菅原図書館
- 関西みらい銀行 長尾支店
- 枚方家具団地
- 枚方公済病院
- 第二京阪道路 枚方東インターチェンジ
- 大阪府道17号枚方高槻線
- 大阪府道735号長尾八幡線
- 大阪府道736号交野久御山線
- フレスト長尾店

## バス路線
京阪バスにより枚方市内の各方面へ運行されている。のりばは駅前広場（1 - 3番のりば）と関西みらい銀行前に分かれている。停留所名は「長尾駅」。
このほか、1のりばからはダイレクトエクスプレス直Q京都号・京都駅八条口行きが発着している。松井山手駅と京都市内の停留所のみで降車可能で、朝に平日2本・土休日1本の運行。
| のりば | 路線         | 担当   | 系統・行先                              | 備考                                                                   |
| ------ | ------------ | ------ | --------------------------------------- | ---------------------------------------------------------------------- |
| 1      | 出屋敷線     | 枚方   | 27・28号経路：摂南大学枚方キャンパス    | 13時台以降。家具団地経由                                               |
| 1      | 出屋敷線     | 枚方   | 29・37号経路：摂南大学枚方キャンパス    | 12時台まで。大阪工大経由                                               |
| 1      | 出屋敷線     | 枚方   | NS経路：北山中央/摂南大学枚方キャンパス | 途中、北山中央のみに停車（大部分が同停留所止まり）。学休期除く平日のみ |
| 1      | 樟葉長尾線   | 男山   | 91号経路：樟葉駅                        | 日中のみ運行。高野道経由                                               |
| 1      | 樟葉長尾線   | 京田辺 | 92号経路：枚方カントリー口              | 夕方以降の数本のみ運行                                                 |
| 1      | 樟葉長尾線   | 京田辺 | 93号経路：枚方カントリー                | 平日の朝7本は関西みらい銀行前のりばから発着                            |
| 2      | 樟葉長尾線   | 京田辺 | 92・93・94号経路：樟葉駅                | 長尾谷町経由                                                           |
| 2      | 出屋敷線     | 枚方   | 20・25・27・29号経路：枚方市駅北口      |                                                                        |
| 2      | 出屋敷線     | 枚方   | 21号経路：山田池団地                    | 土休日夜間1本のみの運行                                                |
| 3      | 出屋敷線     | 枚方   | 25号経路：長尾台三丁目                  | 日中のみ運行                                                           |
| 3      | 枚方尊延寺線 | 枚方   | 63号経路：枚方市駅南口                  | 枚方公済病院経由                                                       |
| 3      | 枚方尊延寺線 | 枚方   | 64号経路：枚方市駅南口                  | 朝夕のみ運行。枚方公済病院は経由しない                                 |
| 3      | 枚方尊延寺線 | 京田辺 | 75号経路：穂谷                          | 1日2本の運行                                                           |
| 3      | 枚方尊延寺線 | 京田辺 | 89号経路：近鉄新田辺                    | 平日朝2本・土休日朝1本の運行                                           |
| 3      | 枚方尊延寺線 | 京田辺 | 89B号経路：近鉄新田辺                   | 1日2本の運行。穂谷経由                                                 |
| 3      | 枚方尊延寺線 | 京田辺 | 89C号経路：近鉄新田辺                   | 平日朝2本・土休日朝1本の運行。穂谷・天王経由                           |

### 京阪バス利用状況
2022年次の1日平均乗降人員は3,314人（乗車人員：1,640人、降車人員：1,674人）である。近年の1日平均利用状況は下表の通り。
| 年次               | 乗車人員 | 降車人員 | 乗降人員 | 出典          |
| ------------------ | -------- | -------- | -------- | ------------- |
| 2002年（平成14年） | 1,346    | 1,121    | 2,467    | [ 枚方市 18 ] |
| 2003年（平成15年） | 1,390    | 1,158    | 2,548    | [ 枚方市 18 ] |
| 2004年（平成16年） | 1,339    | 1,115    | 2,454    | [ 枚方市 18 ] |
| 2005年（平成17年） | 1,349    | 1,123    | 2,472    | [ 枚方市 18 ] |
| 2006年（平成18年） | 1,269    | 1,057    | 2,326    | [ 枚方市 18 ] |
| 2007年（平成19年） | 1,946    | 1,986    | 3,932    | [ 枚方市 19 ] |
| 2008年（平成20年） | 1,958    | 1,999    | 3,957    | [ 枚方市 20 ] |
| 2009年（平成21年） | 1,946    | 1,987    | 3,933    | [ 枚方市 21 ] |
| 2010年（平成22年） | 2,010    | 2,052    | 4,062    | [ 枚方市 22 ] |
| 2011年（平成23年） | 2,061    | 2,104    | 4,165    | [ 枚方市 23 ] |
| 2012年（平成24年） | 1,998    | 2,039    | 4,037    | [ 枚方市 24 ] |
| 2013年（平成25年） | 2,034    | 2,077    | 4,111    | [ 枚方市 25 ] |
| 2014年（平成26年） | 2,055    | 2,098    | 4,153    | [ 枚方市 26 ] |
| 2015年（平成27年） | 2,056    | 2,098    | 4,154    | [ 枚方市 27 ] |
| 2016年（平成28年） | 2,073    | 2,117    | 4,190    | [ 枚方市 28 ] |
| 2017年（平成29年） | 2,068    | 2,111    | 4,179    | [ 枚方市 29 ] |
| 2018年（平成30年） | 1,881    | 1,921    | 3,802    | [ 枚方市 30 ] |
| 2019年（令和元年） | 1,841    | 1,879    | 3,720    | [ 枚方市 31 ] |
| 2020年（令和02年） | 1,333    | 1,361    | 2,694    | [ 枚方市 32 ] |
| 2021年（令和03年） | 1,415    | 1,445    | 2,860    | [ 枚方市 33 ] |
| 2022年（令和04年） | 1,640    | 1,674    | 3,314    | [ 枚方市 34 ] |

## 隣の駅
西日本旅客鉄道（JR西日本）
 学研都市線（片町線）
■快速（当駅から松井山手方の各駅に停車）
松井山手駅 (JR-H26) - 長尾駅 (JR-H27) - 河内磐船駅 (JR-H30)
■区間快速・■普通
松井山手駅 (JR-H26) - 長尾駅 (JR-H27) - 藤阪駅 (JR-H28)

### 記事本文

### 利用状況
1. ↑  大阪府統計年鑑 - 大阪府
2. 1 2  枚方市統計書 - 枚方市

#### 大阪府統計年鑑
1. 1 2  大阪府統計年鑑（平成2年） (PDF)
2. ↑  大阪府統計年鑑（平成3年） (PDF)
3. ↑  大阪府統計年鑑（平成4年） (PDF)
4. ↑  大阪府統計年鑑（平成5年） (PDF)
5. ↑  大阪府統計年鑑（平成6年） (PDF)
6. ↑  大阪府統計年鑑（平成7年） (PDF)
7. ↑  大阪府統計年鑑（平成8年） (PDF)
8. ↑  大阪府統計年鑑（平成9年） (PDF)
9. ↑  大阪府統計年鑑（平成10年） (PDF)
10. ↑  大阪府統計年鑑（平成11年） (PDF)
11. ↑  大阪府統計年鑑（平成12年） (PDF)
12. ↑  大阪府統計年鑑（平成13年） (PDF)
13. ↑  大阪府統計年鑑（平成14年） (PDF)
14. ↑  大阪府統計年鑑（平成15年） (PDF)
15. ↑  大阪府統計年鑑（平成16年） (PDF)
16. ↑  大阪府統計年鑑（平成17年） (PDF)
17. ↑  大阪府統計年鑑（平成18年） (PDF)
18. ↑  大阪府統計年鑑（平成19年） (PDF)
19. ↑  大阪府統計年鑑（平成20年） (PDF)
20. ↑  大阪府統計年鑑（平成21年） (PDF)
21. ↑  大阪府統計年鑑（平成22年） (PDF)
22. ↑  大阪府統計年鑑（平成23年） (PDF)
23. ↑  大阪府統計年鑑（平成24年） (PDF)
24. ↑  大阪府統計年鑑（平成25年） (PDF)
25. ↑  大阪府統計年鑑（平成26年） (PDF)
26. ↑  大阪府統計年鑑（平成27年） (PDF)
27. ↑  大阪府統計年鑑（平成28年） (PDF)
28. ↑  大阪府統計年鑑（平成29年） (PDF)
29. ↑  大阪府統計年鑑（平成30年） (PDF)
30. ↑  大阪府統計年鑑（令和元年） (PDF)
31. ↑  大阪府統計年鑑（令和2年） (PDF)
32. ↑  大阪府統計年鑑（令和3年） (PDF)
33. ↑  大阪府統計年鑑（令和4年） (PDF)
34. ↑  大阪府統計年鑑（令和5年） (PDF)
35. ↑  大阪府統計年鑑（令和6年） (PDF)

#### 枚方市統計書
1. 1 2 3 4 5 6  第37回枚方市統計書（平成19年版） 09-3.JR片町線（学研都市線）各駅の乗車人員 (PDF)  - 枚方市
2. ↑  第38回枚方市統計書（平成20年版） 09-3.JR片町線（学研都市線）各駅の乗車人員 (PDF)  - 枚方市
3. ↑  第39回枚方市統計書（平成21年版） 09-3.JR片町線（学研都市線）各駅の乗車人員 (PDF)  - 枚方市
4. ↑  第40回枚方市統計書（平成22年版） 09-3.JR片町線（学研都市線）各駅の乗車人員 (PDF)  - 枚方市
5. ↑  第41回枚方市統計書（平成23年版） 09-3.JR片町線（学研都市線）各駅の乗車人員 (PDF)  - 枚方市
6. ↑  第42回枚方市統計書（平成24年版） 09-3.JR片町線（学研都市線）各駅の乗車人員 (PDF)  - 枚方市
7. ↑  第43回枚方市統計書（平成25年版） 09-3.JR片町線（学研都市線）各駅の乗車人員 (PDF)  - 枚方市
8. ↑  第44回枚方市統計書（平成26年版） 09-3.JR片町線（学研都市線）各駅の乗車人員 (PDF)  - 枚方市
9. ↑  第45回枚方市統計書（平成27年版） 09-3.JR片町線（学研都市線）各駅の乗車人員 (PDF)  - 枚方市
10. ↑  第46回枚方市統計書（平成28年版） 09-3.JR片町線（学研都市線）各駅の乗車人員 (PDF)  - 枚方市
11. ↑  第47回枚方市統計書（平成29年版） 09-3.JR片町線（学研都市線）各駅の乗車人員 (PDF)  - 枚方市
12. ↑  第48回枚方市統計書（平成30年版） 09-3.JR片町線（学研都市線）各駅の乗車人員 (PDF)  - 枚方市
13. ↑  第49回枚方市統計書（令和元年版） 09-3.JR片町線（学研都市線）各駅の乗車人員 (PDF)  - 枚方市
14. ↑  第50回枚方市統計書（令和2年版） 09-3.JR片町線（学研都市線）各駅の乗車人員 (PDF)  - 枚方市
15. ↑  第51回枚方市統計書（令和3年版） 09-3.JR片町線（学研都市線）各駅の乗車人員 (PDF)  - 枚方市
16. ↑  第52回枚方市統計書（令和4年版） 09-3.JR片町線（学研都市線）各駅の乗車人員 (PDF)  - 枚方市
17. ↑  第53回枚方市統計書（令和5年版） 09-3.JR片町線（学研都市線）各駅の乗車人員 (PDF)  - 枚方市
18. 1 2 3 4 5  第37回枚方市統計書（平成19年版） 09-4.京阪バス主要停留所乗降客数 (PDF)  - 枚方市
19. ↑  第38回枚方市統計書（平成20年版） 09-4.京阪バス主要停留所乗降客数 (PDF)  - 枚方市
20. ↑  第39回枚方市統計書（平成21年版） 09-4.京阪バス主要停留所乗降客数 (PDF)  - 枚方市
21. ↑  第40回枚方市統計書（平成22年版） 09-4.京阪バス主要停留所乗降客数 (PDF)  - 枚方市
22. ↑  第41回枚方市統計書（平成23年版） 09-4.京阪バス主要停留所乗降客数 (PDF)  - 枚方市
23. ↑  第42回枚方市統計書（平成24年版） 09-4.京阪バス主要停留所乗降客数 (PDF)  - 枚方市
24. ↑  第43回枚方市統計書（平成25年版） 09-4.京阪バス主要停留所乗降客数 (PDF)  - 枚方市
25. ↑  第44回枚方市統計書（平成26年版） 09-4.京阪バス主要停留所乗降客数 (PDF)  - 枚方市
26. ↑  第45回枚方市統計書（平成27年版） 09-4.京阪バス主要停留所乗降客数 (PDF)  - 枚方市
27. ↑  第46回枚方市統計書（平成28年版） 09-4.京阪バス主要停留所乗降客数 (PDF)  - 枚方市
28. ↑  第47回枚方市統計書（平成29年版） 09-4.京阪バス主要停留所乗降客数 (PDF)  - 枚方市
29. ↑  第48回枚方市統計書（平成30年版） 09-4.京阪バス主要停留所乗降客数 (PDF)  - 枚方市
30. ↑  第49回枚方市統計書（令和元年版） 09-4.京阪バス主要停留所乗降客数 (PDF)  - 枚方市
31. ↑  第50回枚方市統計書（令和2年版） 09-4.京阪バス主要停留所乗降客数 (PDF)  - 枚方市
32. ↑  第51回枚方市統計書（令和3年版） 09-4.京阪バス主要停留所乗降客数 (PDF)  - 枚方市
33. ↑  第52回枚方市統計書（令和4年版） 09-4.京阪バス主要停留所乗降客数 (PDF)  - 枚方市
34. ↑  第53回枚方市統計書（令和5年版） 09-4.京阪バス主要停留所乗降客数 (PDF)  - 枚方市